# Hawaii Rainbow Warriors football
La squadra di football degli Hawaii Rainbow Warriors rappresenta l'Università delle Hawaii. I Rainbow Warriors competono nella Football Bowl Subdivision (FBS) della National Collegiate Athletics Association (NCAA) e nella Mountain West Conference. La squadra è allenata da Timmy Chang. Gioca provvisoriamente le sue gare interne al Clarence T. C. Ching Athletics Complex di Honolulu, Hawaii,  e le sue rivalità principali sono con i Fresno State Bulldogs, gli Air Force Falcons, i Wyoming Cowboys, i San Jose State Spartans e gli UNLV Rebels. Dal 2000 al 2013, la squadra era conosciuta semplicemente come Warriors. I Rainbow Warriors furono la terza squadra proveniente da una conference con la qualificazione non automatica a disputare un bowl BCS, quando affrontarono i Georgia Bulldogs nello Sugar Bowl 2008, perdendo per 41–10.

## Conference di appartenenza
Hawaii è stata sia indipendente che affiliata a diverse conference durante la sua storia.
- Indipendente (1909–1978)
- Western Athletic Conference (1979–2011)
- Mountain West Conference (2012–presente)

## Titoli di conference
| Anno  | Conference | Allenatore    | Record | Rec. conf. |
| 1992† | WAC        | Bob Wagner    | 11–2   | 6–2        |
| 1999† | WAC        | June Jones    | 9–4    | 5–2        |
| 2007  | WAC        | June Jones    | 12–1   | 8–0        |
| 2010† | WAC        | Greg McMackin | 10–4   | 7–1        |

† Co-campioni

## Numeri ritirati
| N. | Giocatore      | Ruolo | Anno      | Rit. | Note  |
| 15 | Colt Brennan   | QB    | 2005–2007 | 2021 | [ 2 ] |
| 32 | Tom Kaulukukui | HB    | 1934–1937 |      | [ 3 ] |

## All-American
- Colt Brennan, 2007 3ª squadra QB
- Davone Bess, 2007 3ª squadra WR
- Colt Brennan, 2006 3ª squadra QB
- Chad Owens, 2004 2ª squadra KR (AP)
- Jason Elam, 1991 3ª squadra K
- Larry Khansmith, 1988 2ª squadra RS
- Al Noga, 1986 1ª squadra DL
- Walter Murray, 1985 3ª squadra WR